# Pachymatisma
Pachymatisma és un gènere de demosponges de la família dels geòdids i de l'ordre Tetractinellida.

## Taxonomia
- Pachymatisma areolata Bowerbank, 1872
- Pachymatisma bifida Burton, 1959
- Pachymatisma johnstonia (Bowerbank in Johnston, 1842)
- Pachymatisma monaena Lendenfeld, 1907
- Pachymatisma normani Sollas, 1888